# Bascov (gemeente)
Bascov is een Roemeense gemeente in het district Argeș. In de gemeente liggen 8 plaatsen: Bascov, Brăileni, Glâmbocu, Mica, Prislopu Mic, Schiau, Uiasca en Valea Ursului. De gemeente ligt aan de voet van de Zuidelijke Karpaten, aan de gelijknamige rivier, circa 7 kilometer ten noordwesten van de stad Pitești. Een dorp in de gemeente is Uiasca.
In 2011 telde Bascov 10.218 inwoners.

## Trivia
In augustus 2022 vond hier een bloedbad plaats: vijf familieleden werden vermoord door een familielid.